# Mayhem promóciós koncertsorozat
Lady Gaga amerikai énekesnő 2025-ben The Art of Personal Chaos néven promóciós koncertsorozatot adott nyolcadik stúdióalbumának, a Mayhem (2025) népszerűsítésére. A koncertek megelőzték a szintén 2025-re tervezett koncertturnéját, a The Mayhem Ballt. Április 11-én és 18-án a Coachella zenei fesztivál fő fellépője volt. Ezt követték a mexikói, brazíliai és szingapúri fellépések – a 2012-es Born This Way Ball turnéja óta ezekben az országokban először lépett fel. A riói Copacabanán tartott brazíliai koncertre, amelyre ingyenes volt a belépés, becslések szerint 2,5 millióan voltak kíváncsiak, így ez volt Gaga legnagyobb szabású fellépése, és a legtöbb látogatót vonzó szólókoncert női előadók között.
A műsor a 2025-ös Coachellán debütált, ahol Gaga a dualitás és a belső káosz témái köré épülő ötfelvonásos előadást mutatott be, amelyet Gaga Parris Goebel koreográfussal közösen rendezett, akivel az egyes felvonásokat a koncepciótól a színpadra állításig együtt dolgozta ki. A kritikusok dicsérték a színházi ambícióit, a vizuális hatást és Gaga énekhangját, ami az egyik legelismertebb élő show-műsorává tette.

## Háttér és kidolgozás
Lady Gaga először 2017-ben volt a Coachella fő fellépője, amikor az utolsó pillanatban beugrott Beyoncé helyett, aki terhessége miatt lemondta a fellépést. Gaga 2024 novemberében a közösségi médián keresztül jelentette be, hogy 2025-ben visszatér a fesztiválra. A „hatalmas káosz éjszakájaként jellemezte a sivatagban”, és kifejtette, hogy volt egy víziója a Coachelláról, amelyet korábban az időzítéssel kapcsolatos körülmények miatt nem tudott teljesen megvalósítani, de most készen áll arra, hogy megvalósítsa a zenerajongók számára. Az eseményt megelőző napokban Gaga a Rolling Stone-nak elmondta, hogy Parris Goebel koreográfussal dolgozott egy „nagyon különleges” előadáson, amelyet „pillanatról pillanatra” dolgozott ki, ugyanakkor úgy döntött, hogy további részleteket nem árul el. A fesztivált megelőzően a fellépését „Mayhem in the Desert” („Mayhem a sivatagban”) néven reklámozták.
A Mexikóvárosban tartott koncertekre a 2025. február 21-i brazil sajtótájékoztatón utaltak, jelezve, hogy Gaga „néhány stadionkoncertet fog adni a Coachellán és a Copacabanán való fellépései között”. A hivatalos bejelentést március 3-án tették közzé, az eseményt „Long Live Mayhem” („Éljen Mayhem”) (spanyolul: Viva la Mayhem) néven hirdették meg, amelyre április 26-án és 27-én került sor az Estadio GNP Segurosban.
Gaga 2025. május 3-án ingyenes koncertet adott a Copacabana strandon Rio de Janeiróban, Brazíliában. Az eseményt „Mayhem on the Beach” („Mayhem a strandon”) (portugálul: Mayhem na Praia) elnevezéssel 2025. február 21-én jelentette be a közösségi médián keresztül. Közleménye egybeesett a Rio de Janeiró-i Prio Theaterben tartott sajtótájékoztatóval, ahol az eseményt szervező Bonus Track nevű produkciós cég megerősítette, hogy az eseményt a Todo Mundo no Rio kezdeményezés részeként, a városvezetéssel és az államigazgatással együttműködve szervezik meg. Legutóbb 2012-ben járt az országban a Born This Way Ball turné alatt, amelynek keretében Rio de Janeiróban, São Paulóban és Porto Alegrében is fellépett. A tervek szerint 2017 szeptemberében a Rock in Rio fesztivál fő fellépője lett volna, de le kellett mondania a fellépést a fibromialgia okozta súlyos fájdalmak miatt, ami végül arra késztette, hogy még abban az évben lefújja a Joanne World Tourt is.
Március 10-én Gaga az Instagramon jelentette be, hogy négy koncertet ad a Szingapúri Nemzeti Stadionban. Ez azt követően történt, hogy a média azt találgatta, hogy Szingapúr lesz a kizárólagos délkelet-ázsiai helyszíne Gaga „karrierje legnagyobb világkörüli turnéjának”. A „Lion City Mayhem” (malájul: Mayhem Singapura) elnevezésű koncerteket úgy reklámozták, mint Gaga egyetlen ázsiai koncertjét 2025-ben.

## Produkció
A koncertek színházi előadásként lettek megalkotva, felvonásokra osztva, vizuális narratívával, amelyet az opera és a pszichológiai dráma ihletett. Az első előadás, amelyet a Coachella fesztiválon tartottak, jelentette a színpadi produkció kezdetét, amelynek rendezését Gaga Goebellel közösen végezte, Goebel pedig a koreográfiáért is felelt. A páros együttműködött az általános koncepciótól kezdve a színpadra állításig: megosztották egymással vizuális inspirációikat, és minden egyes jelenetet önálló esztétikával és koreográfiával terveztek meg. Goebel elmondása szerint a csapatnak nagyon kevés ideje volt a próbákra, és a show technikai összetettsége miatt a debütálás előtt mindössze egyszer tudták teljes egészében elpróbálni az előadást. A díszlet, az egyedi készítésű jelmezek és a világítás mind a Mayhem-univerzum különböző oldalait tükrözték, inspirációt merítve a kísérleti színházból és olyan tervezőkből, mint Alexander McQueen, akinek esztétikája például a Poker Face előadásban is visszaköszönt. Számos koreográfia ötvözte Gaga korábbi korszakainak elemeit új koncepciókkal, amelyeket kifejezetten az élő közönség és az online közvetítés számára alakítottak ki.
Ami a Rio de Janeiró-i Copacabana strandon tartott koncertet illeti, a produkció nagyszabású technikai kivitelezést igényelt. A főszínpad 1260 négyzetmétert foglalt el, és 2,2 méterrel emelték a homok fölé a jobb láthatóság érdekében. Mögötte egy 60 méter széles, összesen 806,25 négyzetméteres, folyamatos LED-falat helyeztek el, amelyhez 16 darab, 9 méter magas képernyővel felszerelt delay torony társult, ezeket a part mentén oszlatták el, hogy a helyszín teljes területén egységes vizuális élményt biztosítsanak.

## Koncert-összefoglalás

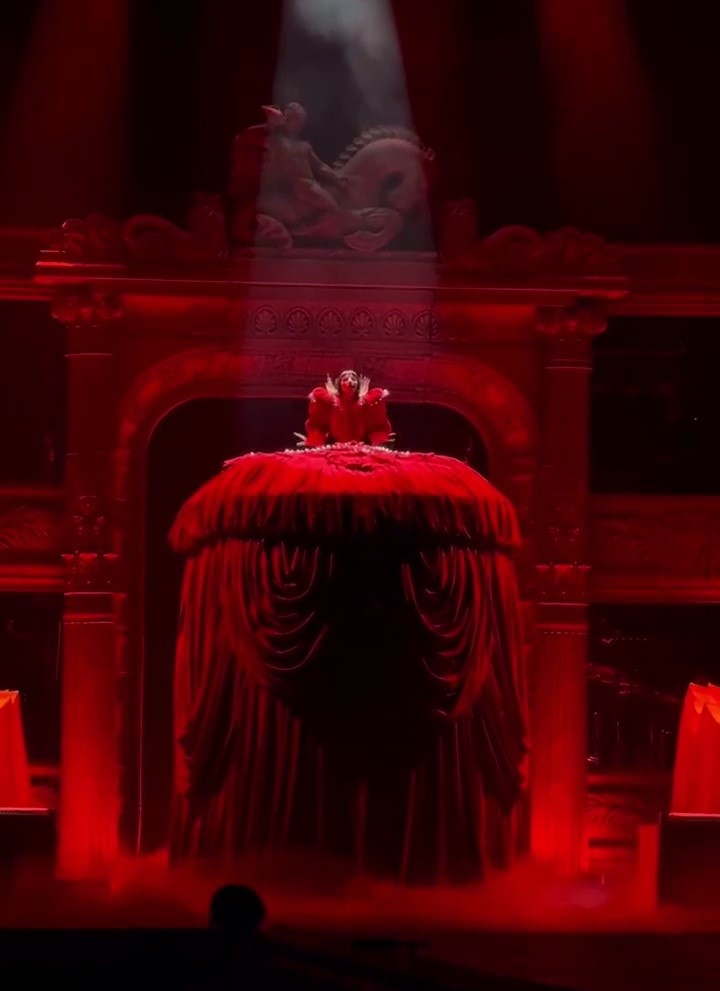
Gaga a show-t a Bloody Mary című dallal nyitja, egy 7,5 méter magas, Tudor-korszak által inspirált piros ruhában állva. A következő dal, az Abracadabra alatt a ruha alól egy ketrec tűnik fel, amelyben háttértáncosai vannak bezárva

A koncert címe a műsor előtti felvezetés során The Art of Personal Chaos, „A személyes káosz művészete”-ként kerül bejelentésre, utalva a kapcsolódó Mayhem albumra. A műsor a Mayhem Kiáltványával (The Manifesto of Mayhem) nyit, amelyet Gaga és a Mayhem Úrnője adnak elő. Az első felvonás, az Act I: Of Velvet and Vice, azzal kezdődik, hogy Gaga egy 7,5 méter magas, Tudor-korszakot idéző piros ruhában áll, miközben a Bloody Mary átdolgozott, zenekari változatát adja elő. A ruhája szoknyája egy acélvázból álló ketrecet rejt, amelyben táncosok vannak bezárva, ezzel vezetik fel az Abracadabra című dalt. Ezután átöltözik egy másik piros ruhába, majd visszatér a ketrec tetejére, és átvált a Judas című dalra. Egy rövid táncos betét és egy színfalak mögötti átöltözés után Gaga fekete fátyolban és egy kabaréra emlékeztető testhez simuló ruhában adja elő a Scheiße című dalt. A táncosok követik Gagát, miközben elektromos gitáron előadja a Garden of Eden című dalt, és végigsétálnak a kifutón a B-színpadhoz, ahol a Poker Face alatt egy sakktáblán játszanak bábuként egy Alexander McQueen 2005-ös kollekciójához hasonló sakkjátszmában, ahol Gaga és alteregója a királynők szerepét játssza. A játszma azzal ér véget, hogy a „Mayhem” Gaga győzedelmeskedik hasonmása felett, és kijelenti: „Le a fejével!”. Gesaffelstein Abracadabra remixverziójára egy koreografált produkciót mutatnak be a táncosok.
Az instrumentális átvezetőt követően a műsor folytatódik a második felvonással (Act II: And She Fell into a Gothic Dream). Egy temetői díszletben Gaga a Perfect Celebrity című dalt adja elő csontvázak társaságában, köztük elhunyt hasonmásának csontvázával is. A táncosok életre kelnek a Disease instrumentális bevezetőjére, ahol egy intenzív harcjelenet bontakozik ki, amely végül azzal ér véget, hogy Gagát megfojtják. Gaga mankóval és mögötte lobogó fehér uszállyal lép ki a sírból, majd érzelmesen elénekli a Paparazzi című dalt. Gaga felmegy az operaház felső szintjére, ahol megszólítja a közönséget, és az Alejandro előadásával ismét hangsúlyozza a szeretet fontosságát. Női táncosok visszahúzzák Gagát a földszintre, hogy elénekelje a The Beast második versszakáig tartó részt. A dalt a Mayhem Úrnője folytatja egy vérhold alatt.

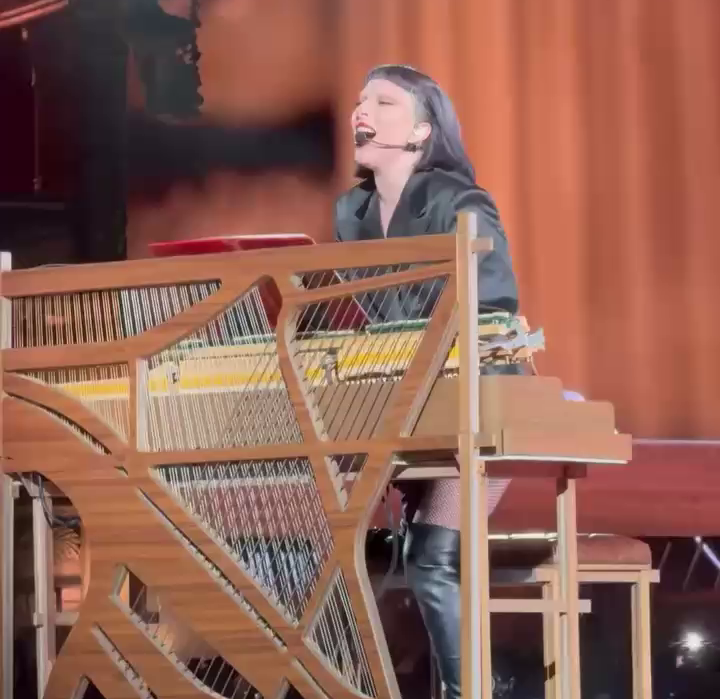
Gaga a Vanish into You című dalt a zongoránál kezdi énekelni, majd a színpadról lesétálva a kordonokhoz megy, hogy személyesen találkozzon a közönséggel

A harmadik, Act III: The Beautiful Nightmare That Knows Her Name felvonásban, az átkötő részben mély szintetizátorhangok szólnak, majd erőteljes dobütésekkel tetőznek, amelyek a Killah című dalhoz vezetnek. Gaga egy kék-fekete egyrészes ruhában vonul ki, miközben a táncosai Jolly Jokereknek vannak öltözve. Gaga és a táncosok csontvázakat emelnek fel, és érzékien táncolnak a Zombieboy című számra, ahol Gaga a porondmester szerepét játssza. Ezután előhoznak egy koponyával díszített billentyűzetet, és Gaga egy rövidített, szóló változatban adja elő a Die with a Smile című dalt. A színpad fényei számtalan színben ragyognak, miközben Gaga végigsétál a kifutón, és előadja a How Bad Do U Want Me című számot, távolról kommunikálva a közönséggel.
Mankóval felszerelkezve a Mayhem Úrnője megjelenik a B-színpadon, és sietve végigsétál a kifutón, Gagát keresve, miközben kiabáló hangon ismételgeti: „Találd meg. Hozd ide!”. Az Act IV: To Wake Her Is to Lose Her, egy koreografált egyveleggel kezdődik, amely a Shadow of a Man és a Kill for Love című számokat ötvözi. Az önelfogadásról szóló rövid beszédet követően Gaga és a táncosok előadják a Born This Way-t, miközben a B-színpadhoz mennek, ahol egy zongora van felállítva. Elénekli a Shallow-t, majd a Vanish into You alatt az énekesnő lemegy a közönséghez és közvetlenül a kordonok előtt sétál el. Egy utolsó videós átvezető több kameraállásból is a közönségre fókuszál, ezt követi a ráadás, amelynek címe: Finale: Eternal Aria of the Monster Heart. A záró szám a Bad Romance, ahol Gaga és a táncosok fehér, Erzsébet-kori ruhához hasonló öltözéket viselnek, és egy középkori orvosi műtétet szimulálnak egy felvett beszéd után, amelyben az énekes legyőzi a Mayhem Úrnőjét azzal, hogy kimondja: „A szörnyek soha nem halnak meg”. Gaga és az egész színpadi stáb a koncert végén meghajolva és köszönetet mondva a közönségnek elhagyja a színpadot, miközben tűzijáték robban az égen.

## A kritikusok értékelései

### Coachella
A Consequence úgy vélekedett, hogy Gaga „dinamikus előadásmódját hozta el a sivatagba egy jellegzetesen magával ragadó, rendkívül koreografált főműsor keretében, amely már most a fesztivál több mint 25 éves történetének legjobbjai között van.” A kiadvány Paolo Ragusa nevű szerzője kedvezően hasonlította össze Beyoncé 2018-as Coachella-fellépésével, és úgy érezte, hogy a koncert „bebizonyította, hogy Lady Gaga páratlan színházi előadó, erős repertoárral, és azzal az eltökéltséggel, hogy élő műsorait abszurd pontosságig és intenzitásig fokozza.” Lyndsey Havens, a Billboard újságírója dicsérte a történetmesélést, mondván: „a kétórás show talán koncertnek álcázta magát, de ami valójában történt, az nem volt más, mint egy gondosan kidolgozott kommentár a hírnévről és az előadóművészetről – valamint arról, milyen árat kell fizetni ezek fenntartásáért.” Havens kiemelte, hogy Gaga nemcsak zeneileg, hanem színházi és vizuális szempontból is új szintre emelte a fellépést, a produkció minden részlete a hírnév árnyoldalait és az előadóművészi lét kihívásait tükrözte. Chris Willman, a Variety kritikusa dicsérte a koncertet Gaga énekesi képességeiért, a jelmezekért és a vizuális megoldásokért, „egyszerre nevezve azt bizarrnak és érzelmesnek”. Willman szerint a fellépés egyedülálló módon ötvözte a meghökkentő, szokatlan elemeket az őszinte érzelmi pillanatokkal, így a koncert mind látványban, mind hangulatban rendkívül sokszínű élményt nyújtott. Mikael Wood, a Los Angeles Times munkatársa szintén kiemelte Gaga „erőteljes és bátor” énekhangját, és úgy vélte, hogy bár a show narratívája kissé összefüggéstelen volt, „az egyes jelenetek annyira élénkek, szórakoztatóak és furcsák voltak, hogy a történet végül arról szólt, Gaga miként öleli magához a zeneipar legnagyobb különcének szerepét”. Tomás Mier, a Rolling Stone újságírója úgy vélte, hogy Gaga történetmesélése az egész előadás során „átalakító erejű volt, és olyan látványosságot teremtett, amely végleg megerősítette őt mint egyszeri, megismételhetetlen popikont”. Mier szerint Gaga nemcsak zenei, hanem színházi és vizuális szempontból is maradandót alkotott, előadásával új mércét állítva a popzenei színpadi produkciók világában. Adrian Horton, a The Guardian kritikusa a maximális öt csillaggal értékelte az előadást, és úgy fogalmazott, hogy ez „egy popmester teljesen megvalósult víziója, a legmagasabb szinten kidolgozott, kemény munkával kiérdemelt tapasztalatok bizonyítéka, valamint egy fergeteges táncparti, amelynek produkciója és előadásmódja messze kiemelkedik kortársai közül.”

### Mexikó
Jamie Fullerton, a The Daily Telegraph munkatársa négy csillaggal értékelte a mexikóvárosi első koncertet, és úgy jellemezte, mint „Tim Burton találkozása a Rocky Horrorral: magas koncepciójú, teátrális, gótikus opera, amely új mércét állít a dicsőségesen túldíszített popelőadások számára.” Bár úgy érezte, hogy a harmadik felvonásban kissé alábbhagyott az energia, szerinte a lendületet visszahozta a Born This Way befogadást hirdető himnusza, amely Donald Trump második elnöki ciklusa alatt új jelentőséget kapott, különösen egy olyan városban, amelyet a férfiuralom jellemez. Jorge Emilio Sanchéz az Excélsiortól szerint a show „ódát zengett a káosznak és egy sötétségbe vezető utazást mutatott be 120 perc alatt”, a divatot és a színpadi látványvilágot pedig úgy jellemezte, mint „egy Salvador Dalí-festményből kiragadott jelenetet”. Alberto Paredes, a La Crónica de Hoy újságírója szerint Gaga „erősebben tért vissza Mexikóba, mint valaha, karrierje egyik leglátványosabb show-jával”. Luis Ángel H. Mora az Infobaetól a koncertet „epikus, szenvedéllyel és teatralitással teli produkciónak” nevezte, és kijelentette, hogy Gaga „ódát adott a rendhagyóságnak, a sokszínűségnek, valamint a fájdalom és az eksztázis elfogadásának, mint az élet táncának részeihez”.

### Brazília
A Folha de S.Paulo munkatársainak kritikája dicsérte a riói show-t, kiemelve, hogy a vizuális elemek zenei fölénye „tagadhatatlan”, valamint hogy a dalok hangszerelése „fokozza a drámaiságot”. Hasonlóképpen, az O Globo szerkesztősége is méltatta a koncert produkcióját és divattervezését, mivel véleményük szerint ez a két elem volt felelős azért, hogy „Brazília legnépszerűbb strandja igazi táncparketté változott”. Lanna Silveira, a Correio da Manhã munkatársa elismerően nyilatkozott Gaga énekesi teljesítményéről és színpadi jelenlétéről, külön kiemelve az énekesnő közvetlen kapcsolatát a közönséggel. Hozzátette, hogy „[ő] egy rocksztár szemtelenségével és egy olyan művész érzékenységével énekelt, aki még mindig keresi önmaga legjobb változatát, és mélyen kötődik mindahhoz, amit a zenei munkássága magában foglal”. A Correio Braziliense, Brazília egyik legjelentősebb napilapja a show-t így foglalta össze: „egy nagyon jól begyakorolt narratívája annak az ütközetnek, amely Lady Gaga – az énekesnő hírnevének megtestesítője – és Stefani Germanotta – mindennek a hátterében álló személy – között zajlik”. Jottam Souza, az InMagazine munkatársa kiemelte a copacabanai koncert „történelmi jelentőségét”, amelyet „a zene, a sokszínűség és a művész-közönség kapcsolat ünnepeként” írt le, és dicsérte a show vizuális koncepcióját is.

### Szingapúr
Eddino Abdul Hadi, a The Straits Times újságírója rámutatott Gaga „színházi jellegű, kétórás show-jára”, amelyben „precíz koreográfia” és „látványos színpadi díszlet, számos kellékkel és jelmezváltással” kapott helyet. A Nylon Singapore szerkesztőségi kritikája szerint a show „egy éjszaka volt, amelyet tiszta éneklés, tánc és szórakozás jellemzett”, és „teljes értékű kulturális pillanatnak” nevezték. A beszámoló dicsérte a produkciót is, kiemelve, hogy „egy olyan színházi élményt nyújtott, amely túlmutat a hagyományos koncertformátumon”. Hazeeq Sukri a CNA Lifestyle-tól úgy foglalta össze a show-t, mint „egy kifinomult, színházi produkció, amely kiemelte a 39 éves művész monumentális fejlődését”. Mel Wang, a Rolling Stone Philippines munkatársa pedig Gaga előadói képességét méltatta, mondván, hogy „egy koncertet a saját világává változtatott”.

## Kereskedelmi teljesítmény
Az első mexikóvárosi koncertre a Banamex kártyabirtokosok március 6-án elővásárlási jogot kaptak, majd másnap a nagyközönség számára is elérhetővé vált. A nagy kereslet miatt egy második, április 27-i dátumot is beiktattak, amihez a banki ügyfelek március 11-én kaptak elővásárlási hozzáférést.
A szingapúri koncertekre a jegyek elővásárlása március 18-án kezdődött a Mastercard kártyatulajdonosok számára, és a sorban állók száma meghaladta a kétmilliót. A weboldal nagy forgalma bejelentkezési problémákat és a weboldal összeomlását okozta. Néhány perccel a jegyek értékesítésének megkezdése után a jegyüzérek máris túlárazott áron kínálták az esemény belépőit olyan harmadik fél platformokon, mint a Carousell és a Stubhub, beleértve a VIP-csomagokat is, amelyek ára elérte a 30 000 szingapúri dollárt. További elővételes árusításokat terveztek az esemény partnerei, a Klook március 19-én, a KrisFlyer és a Live Nation pedig március 20-án. A négy teltházas koncert összesen minden este 10,2 millió dolláros bevételt ért el, ami Gaga számára az eddigi legmagasabb egynapi bevételnek számít.

## Hatása

### Gazdaság

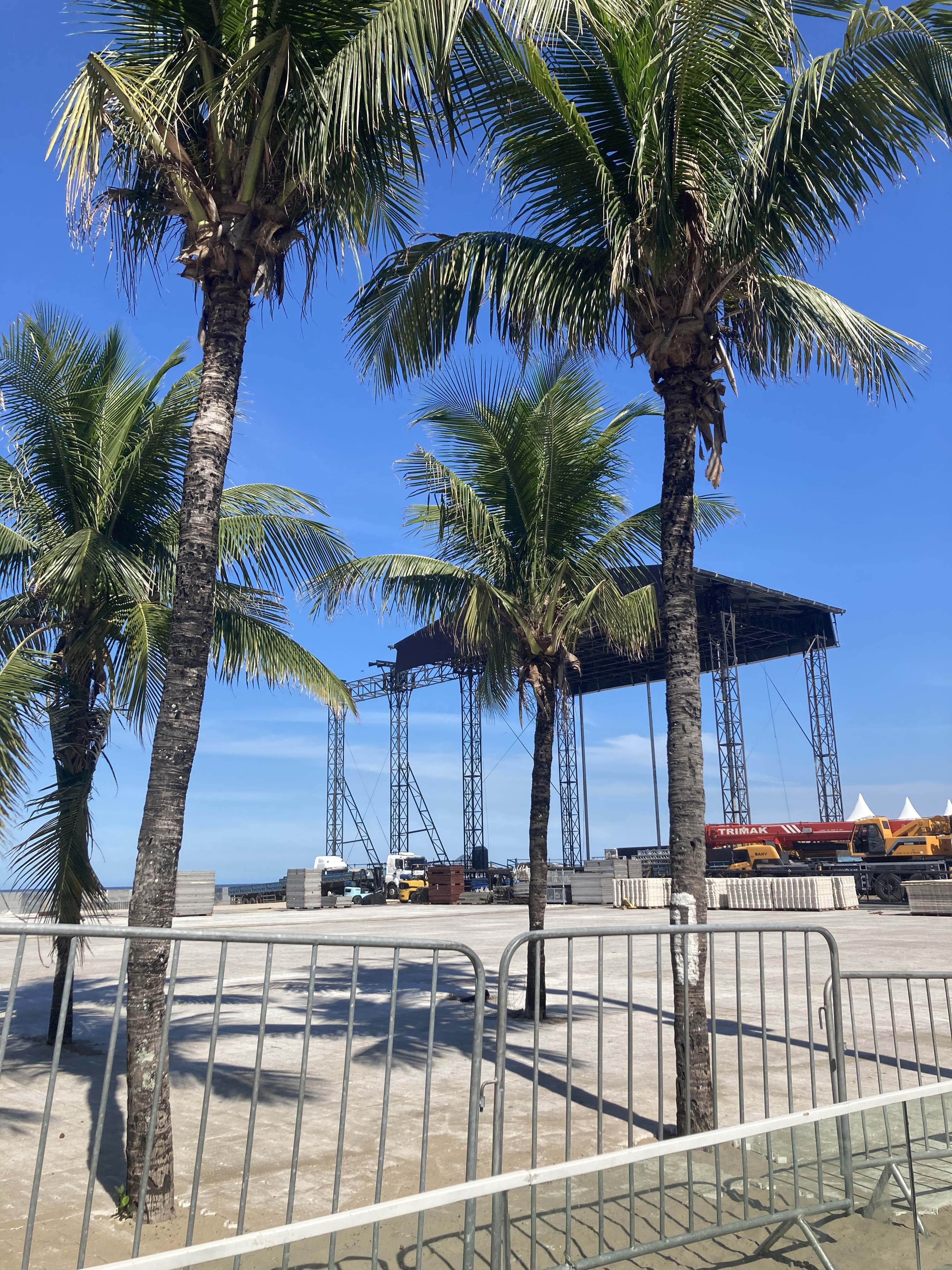
A Copacabana Beach-en felállított színpadszerkezet. A Rio de Janeiró-i koncerten több mint 2,5 millió ember vett részt, így ez lett Gaga karrierjének, valamint női előadó által valaha tartott legnagyobb koncertje.

Rio de Janeiro polgármestere, Eduardo Paes a brazil koncert pozitív hatását hangsúlyozta, mondván, hogy „segít identitásunk építésében”. Megjegyezte azt is, hogy a Copacabana Beach-en megrendezett nagyszabású koncertek történelmileg jelentős gazdasági hasznot hoztak, megemlítve Jorge Ben (1993), Rod Stewart (1994), a The Rolling Stones (A Bigger Bang Tour, 2006) és Madonna (The Celebration Tour, 2024) fellépését. A 2025-ös koncert látogatottságát 2,5 millió főre becsülték, ezzel Gaga karrierjének legnagyobb koncertjévé vált, valamint megdöntötte a női előadó szóló koncertjének eddigi legnagyobb közönségrekordját. A Rio de Janeiró-i városvezetés szerint az esemény becslések szerint 600 millió brazil reál (azaz 109 millió amerikai dollár) bevételt hozott a helyi gazdaságnak.
A Kallang Alive Sport Management (KASM), egy kormány által támogatott szervezet kulcsszerepet játszott Lady Gaga szingapúri koncertjeinek megszervezésében. Ellentétben Taylor Swift The Eras Tour (2024) című turnéjával, amely hasonló délkelet-ázsiai exkluzivitási megállapodást kötött, a Szingapúri Turisztikai Hivatal megerősítette, hogy Gaga koncertjeihez nem nyújtottak kormányzati támogatást. Ezek a koncertek összhangban vannak Szingapúr stratégiájával, amelynek célja, hogy nagyszabású, sok bevételt hozó zenei eseményekkel vonzzák a turistákat, és ezzel kialakítsák a „koncertgazdaságot”. Vagyis Szingapúr tudatosan szervez ilyen rendezvényeket, hogy növelje a turizmusból és a zenei eseményekből származó bevételeit. Az esemény várhatóan jelentős gazdasági hatást gyakorol majd az idegenforgalomra, a vendéglátásra, valamint az élelmiszer- és italgyártásra. Az ország nemzeti légitársasága, a Singapore Airlines arra számít, hogy a koncertek miatt megnövekedett utazások következtében magasabb lesz az első negyedéves bevétele. A koncertbejelentés után a régióból érkező érdeklődők szingapúri szállodafoglalásai 358%-kal emelkedtek az Agoda foglalási oldalon. Összességében az elemzők becslése szerint a koncertek akár 300 millió szingapúri dollár bevételt is hozhatnak a különböző gazdasági ágazatokban, ami megegyezik Swift szingapúri koncertjeinek bevételével.

### Slágerlisták
Gaga diszkográfiájának hallgatottsága megnőtt a brazíliai koncertet követően. Gaga 11 dala került fel a Billboard Brasil Hot 100-as listájára. Az Abracadabra tizenkettedik hetében a listán 53 helyet emelkedett, és új csúcsot ért el a harmadik helyen; a Die with a Smile tíz helyet emelkedett, és a 39. héten a top tízbe lépett a kilencedik helyen. A Judas (15), a Poker Face (22), a Bad Romance (23), a Vanish into You (32), a Garden of Eden (61), a Just Dance (69), az Alejandro (74), a Paparazzi (76) és a Shallow (100) is felkerült a listára. Gaga a Billboard Brasil Artistas 25 listájának élén végzett. Billie Eilish óta ő lett a második nemzetközi előadó, aki a lista élére került, és az első nemzetközi előadó, aki több, egymást követő héten keresztül vezette ezt a listát.

## Bombafenyegetés
Az „Operation Fake Monster” (Ál Szörny Hadművelet) fedőnevet adta a brazil rendőrség annak az akciónak a leleplezésére, amelynek célja az volt, hogy bombát robbantsanak a Copacabana strandon tartott koncerten 2025. május 3-án. A rendőrség szerint az összeesküvés mögött álló csoport kifejezetten erőszakos tartalmakkal és LMBT-ellenes gyűlöletbeszéddel próbált tizenéveseket toborozni, és mindez egy közösségi médiás kollektív kihívás formájában történt. A fedőnevet Gaga rajongóiról, az úgynevezett „kis szörnyekről” („little monsters”) nevezték el, mivel a gyanúsítottak – a brazil Igazságügyi Minisztérium szerint, amely részt vett a műveletben – állítólag hamis közösségi médiás profilokat hoztak létre, hogy a rajongói közösség tagjainak adják ki magukat. Így próbálták megtéveszteni a fiatalokat és beépülni a Gaga-rajongók közé.
A Riói állami rendőrség azután indított nyomozást, hogy egy rendőrségi hírszerzési forrásból figyelmeztetést kapott. A rendezvény ideje alatt 5000 rendőr és katonatiszt gondoskodott a biztonságról, drónok és arcfelismerő segítségével. A résztvevőknek fémdetektorokon kellett áthaladniuk. A nyomozás során Rio de Janeiro, Mato Grosso, Rio Grande do Sul és São Paulo államban 15 lakást kutattak át, és számos elektronikus eszközt vizsgáltak át. Két házkutatási parancsot az amerikai konzulátus segítségével hajtottak végre. A koncert kezdete előtt két személyt letartóztattak. A koncertet nem zavarta meg a fenyegetés. Lady Gaga csapatát nem értesítették az akcióról, csak a média jelentéseiből értesültek róla május 4-én reggel.
2025. május 4-én a nyomozás eredményeként egy felnőttet letartóztattak illegális fegyverviselés miatt, egy tinédzsert pedig gyermekpornográfia birtoklásával vádoltak meg. A hatóságok egy harmadik személyt is letartóztattak és terrorizmussal vádoltak meg, akit azzal vádoltak, hogy a koncert alatt sátáni emberáldozatot akart végrehajtani egy gyermeken vagy csecsemőn.

## Dallista
Ez a dallista a 2025. április 11-i, Coachella-koncertről származik. Nem minden koncerten ez volt a sorrend vagy a teljes műsor.
Act I: Of Velvet and Vice
1. Bloody Mary
2. Abracadabra
3. Judas
4. Scheiße
5. Garden of Eden
6. Poker Face (majd átvezetőként Abracadabra (Gesaffelstein remix))

Act II: And She Fell into a Gothic Dream
1. Perfect Celebrity
2. Disease
3. Paparazzi
4. Alejandro
5. The Beast

Act III: The Beautiful Nightmare That Knows Her Name
1. Killah
2. Zombieboy
3. Die with a Smile
4. How Bad Do U Want Me

Act IV: To Wake Her Is to Lose Her
1. Shadow of a Man
2. Kill for Love
3. Born This Way
4. Shallow
5. Vanish into You

Finale: Eternal Aria of the Monster Heart
1. Bad Romance

## Közvetítés
Gaga koncertjeit a Coachella első és második hetében is online közvetítették a fesztivál hivatalos YouTube-csatornáján. Rio de Janeiró-i koncertjét a TV Globo és a Multishow élőben közvetítette a televízióban, és a Globoplay is streamelte. A televíziós közvetítés 34,5 millió nézőt vonzott.

## Koncertdátumok
| Dátum (2025) | Város          | Ország           | Helyszín            | Alcím                | Látogatottság | Bevétel     | For.   |
| ------------ | -------------- | ---------------- | ------------------- | -------------------- | ------------- | ----------- | ------ |
| Április 11   | Indio          | Egyesült Államok | Empire Polo Club    | Mayhem in the Desert | —             | —           | —      |
| Április 18   | Indio          | Egyesült Államok | Empire Polo Club    | Mayhem in the Desert | —             | —           | —      |
| Április 26   | Mexikóváros    | Mexikó           | Estadio GNP Seguros | Long Live Mayhem     | 117 174       | $15 552 745 | [ 89 ] |
| Április 27   | Mexikóváros    | Mexikó           | Estadio GNP Seguros | Long Live Mayhem     | 117 174       | $15 552 745 | [ 89 ] |
| Május 3      | Rio de Janeiro | Brazília         | Copacabana Beach    | Mayhem on the Beach  | 2 500 000     | —           | [ a ]  |
| Május 18     | Szingapúr      | Szingapúr        | Nemzeti Stadion     | Lion City Mayhem     | 193 000       | $40 800 000 | [ 95 ] |
| Május 19     | Szingapúr      | Szingapúr        | Nemzeti Stadion     | Lion City Mayhem     | 193 000       | $40 800 000 | [ 95 ] |
| Május 21     | Szingapúr      | Szingapúr        | Nemzeti Stadion     | Lion City Mayhem     | 193 000       | $40 800 000 | [ 95 ] |
| Május 24     | Szingapúr      | Szingapúr        | Nemzeti Stadion     | Lion City Mayhem     | 193 000       | $40 800 000 | [ 95 ] |

## Lásd még
- Lady Gaga koncertjeinek és fellépéseinek listája
- A leglátogatottabb koncertek listája

## Fordítás
Ez a szócikk részben vagy egészben  a   Mayhem promotional concerts című angol Wikipédia-szócikk fordításán alapul.  Az eredeti cikk szerkesztőit annak laptörténete sorolja fel. Ez a jelzés csupán a megfogalmazás eredetét és a szerzői jogokat jelzi, nem szolgál a cikkben szereplő információk forrásmegjelöléseként.